# 787 (číslo)
Sedm set osmdesát sedm je přirozené číslo. Následuje po čísle sedm set osmdesát šest a předchází číslu sedm set osmdesát osm. Římskými číslicemi se zapisuje DCCLXXXVII a řeckými číslicemi ψπζ.

## Matematika
787 je:
- Deficientní číslo
- Prvočíslo
- Nešťastné číslo

## Astronomie
- (787) Moskva je planetka hlavního pásu, kterou objevil v roce 1914 Grigory Neujmin

## Roky
- 787
- 787 př. n. l.